# 布魯斯拉古納
布魯斯拉古納（西班牙語：Brus Laguna）是洪都拉斯的城市，位於該國東北部，由格拉西亞斯-阿迪奧斯省負責管轄，始建於1811年，面積5,086平方公里，海拔高度14米，每年平均降雨量超過3,000毫米，2001年人口3,599。
15°45′N 84°29′W / 15.750°N 84.483°W